# Rövidperiódusú üstökös
Rövidperiódusú üstökösnek nevezzük a 200 év vagy annál kisebb keringési idejű üstökösöket illetve azokat az üstökösöket, melyeknek már több perihéliumon való áthaladását sikerült megfigyelni (például 153P/Ikeya-Zhang). Állandó számelőtagot csak a második, perihéliumon való áthaladáskor kapnak, ezért van olyan sok számozatlan rövidperiódusú üstökös, mint a P/1990 V1 (Shoemaker-Levy 1).
Az üstökösöket szinte minden esetben a felfedező(i) után nevezik el, bár néhány esetben (például 2P/Encke, 27P/Crommelin) előfordul, hogy a nevet a pályát kiszámító személyről kapják. A rövidperiódusú üstökösök pályájának kiszámítása különösen nehéz a bolygók perturbációja miatt, ezért a számítógépek megjelenése előtt voltak, akik egész pályafutásukat ennek a munkának szentelték. Ennek ellenére számos üstökös elveszett, mivel pályájukat más, nem gravitációs hatások is befolyásolták, így például a kibocsátott gázok és más anyagok, melyek a kómát és a csóvát alkotják.
Az egyik legismertebb rövidperiódusú üstökös a Halley-üstökös (1P/Halley), a másik az 1994-ben a Jupiterbe csapódott Shoemaker–Levy 9.